# Dubiophasma longicarinatum
Dubiophasma longicarinatum är en insektsart som beskrevs av Oliver Zompro 200. Dubiophasma longicarinatum ingår i släktet Dubiophasma och familjen Diapheromeridae. Inga underarter finns listade i Catalogue of Life.